# 付店镇 (汝阳县)
付店镇，是中华人民共和国河南省洛陽市汝阳县下辖的一个乡镇级行政单位。

## 行政区划
付店镇下辖以下地区：
付店村、拨菜村、马庙村、东沟村、银鹿村、松门村、火庙村、石柱村、苇元村、河庄村、太山村、后坪村、西坪村和牌路村。